# Interpedia
Interpedia foram as primeiras propostas para uma enciclopédia na internet, que permitem a qualquer pessoa contribuir, escrevendo artigos e submetê-los ao catálogo central de todas as páginas da Interpedia.
Interpedia foi iniciado por Rick Gates, que postou uma mensagem intitulada A  "Enciclopédia da Internet"  em 25 de Outubro de 1993 para o PACS-L Listserv. Essa mensagem inclui as seguintes reflexões:
Quanto mais eu pensava nisso, mais eu entendi que tal recurso de conhecimento, contendo, em geral, enciclopédico para uma pessoa não especializada, seria uma ferramenta importante para alguns tipos de pesquisa, e para o Net.Citizenry em geral.
Ahh… mas sobre os contribuidores… onde você vai encontrar os autores a escrever artigos curtos que você precisa? Bem, primeiro eu gostaria de começar por encontrar alguma maneira de se comunicar com um conjunto muito diversificado de pessoas… de todo o genêro, de linguistas, a biologia molecular, de ativistas dos direitos dos animais para a Cimologia, e de Geógrafos, para Cromatografistas. Adivinha para quê?:-) A internet se prevê apenas como uma arena! Então eu pensei sobre isso um pouco mais…
… e cheguei à conclusão que esta é uma boa ideia!
O termo Interpedia foi apelidado por RL Samuell, um participante de discussões iniciais sobre o tema.
Inicialmente, as discussões se realizaram em um alto-list volume (Mailing lists) (um género do que é agora o Wikipedia:Lista de discussão). Em Novembro de 1993, um grupo de notícias chamado Usenet newsgroup, criou o comp.infosystems.interpedia.
Houve algum desacordo sobre em saber se deviam ser todas as páginas em HTML, texto simples, ou se todos os formatos devem ser autorizados (por exemplo, como ocorre com o Gopher). Outro ponto de discussão, era saber se os recursos da internet não fora escrito especificamente para o Interpedia, se poderiam se tornar parte dela, ou simplesmente incluí-las no catálogo.
Além disso, vários independentes "selo de homologação" (SOAP, do inglês, "Seal-of-approval"), imaginaram agências que teriam artigos com taxa na Interpedia, com base em critérios de sua própria escolha, os usuários poderiam então, decidir quais as recomendações das agências que poderiam seguir.
No final, o projeto nunca saiu do seu estágio de planejamento e, finalmente, morreu, retomada pelo crescimento explosivo da World Wide Web.